# Julie - Dag og nat
Julie - Dag og nat er en dansk dokumentarfilm fra 2007, der er instrueret af Maya Albana.

## Handling
Julie skriver sange om ensomhed, ulykkelig kærlighed og den melankoli der tynger hendes sind. Hun er 35 år og single på 10. år. En dag møder hun Mads og pludselig ser verden helt anderledes ud.